# 試管夾
试管夹（英语：test tube holder）是在化学实验中加热试管时防止烫伤手的仪器。试管夹多为木制的，但也有金属试管夹。

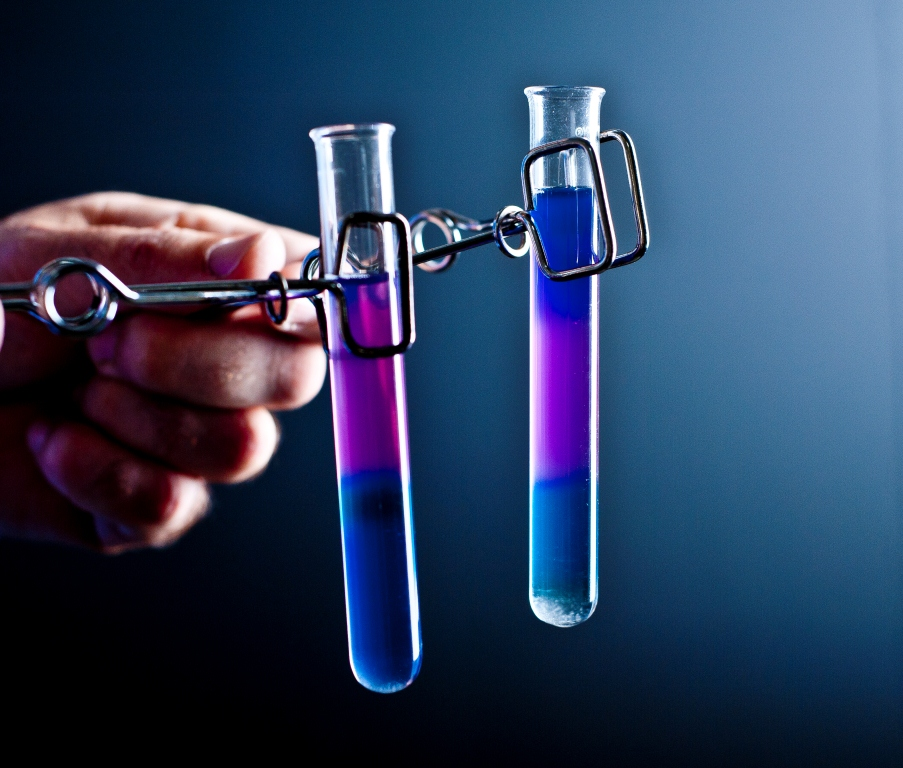
金属试管夹

## 图片

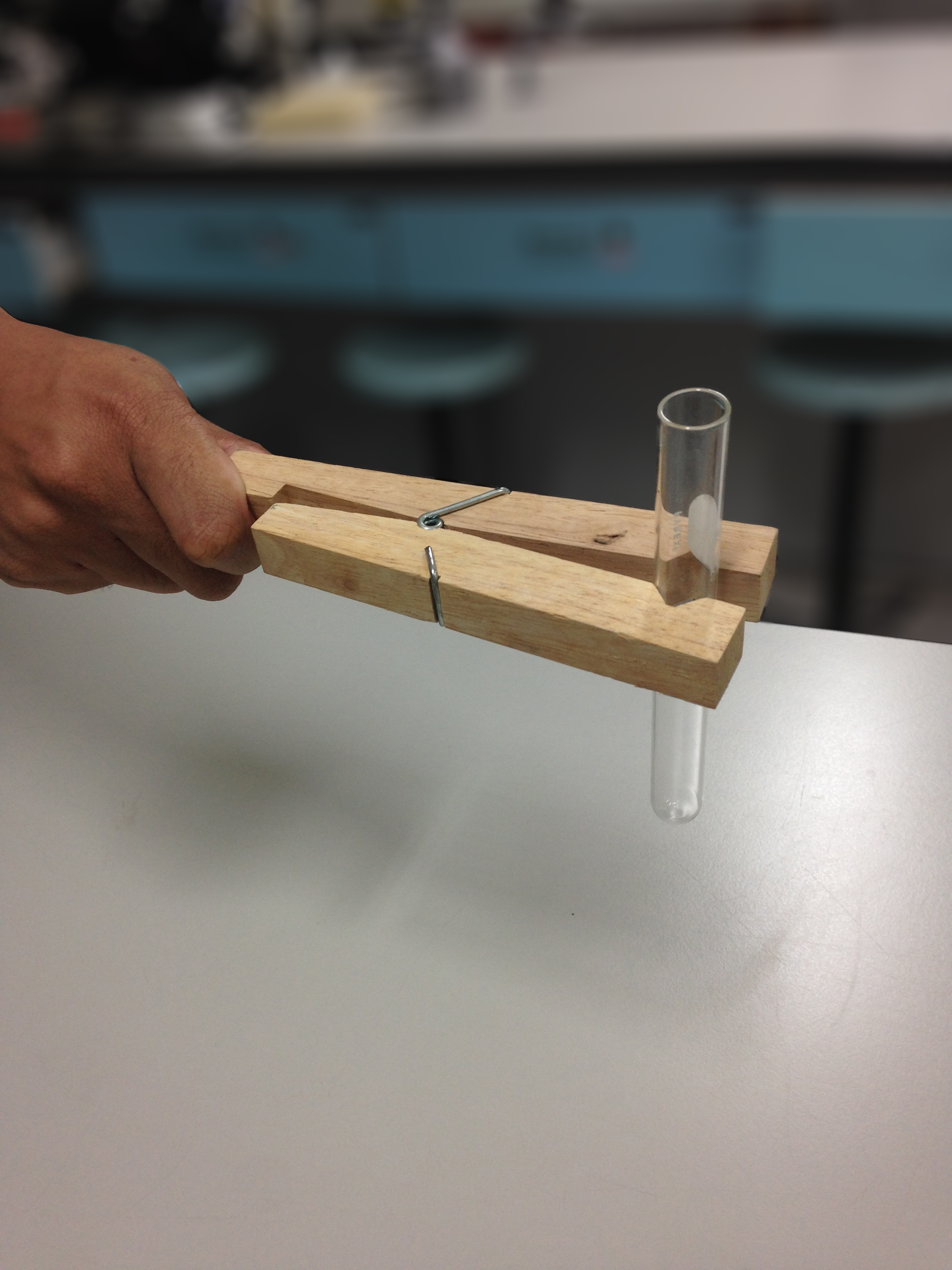
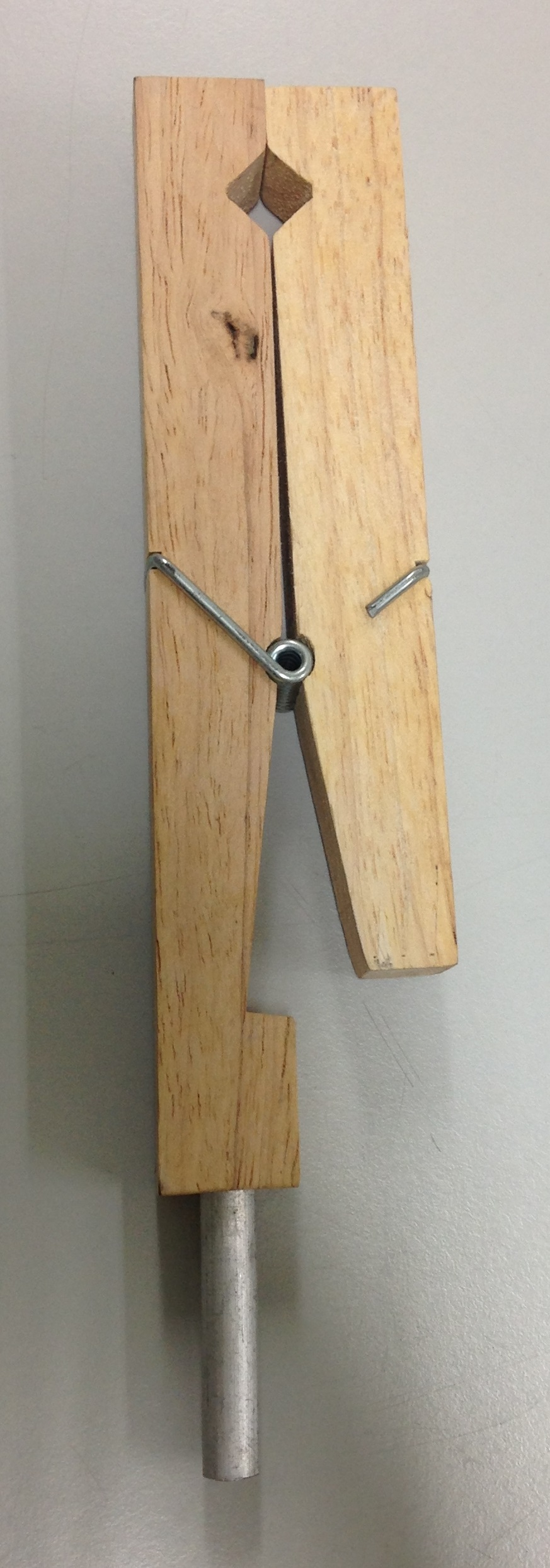
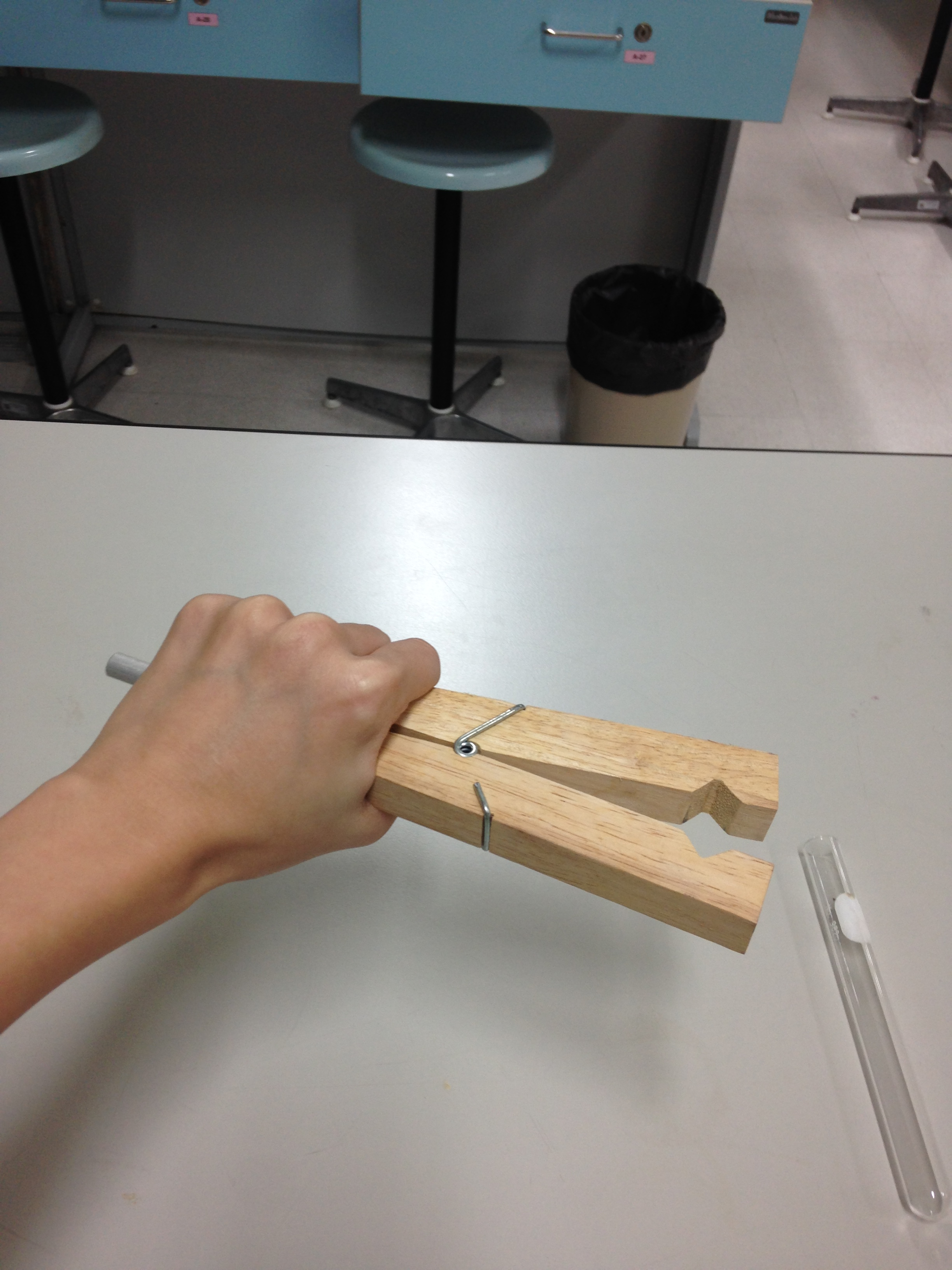

## 用法
使用时应将试管从下往上套入试管夹，并夹在试管三分之二处。试管口不能对着他人或自己，试管不能直立防止液体暴沸喷出伤人。

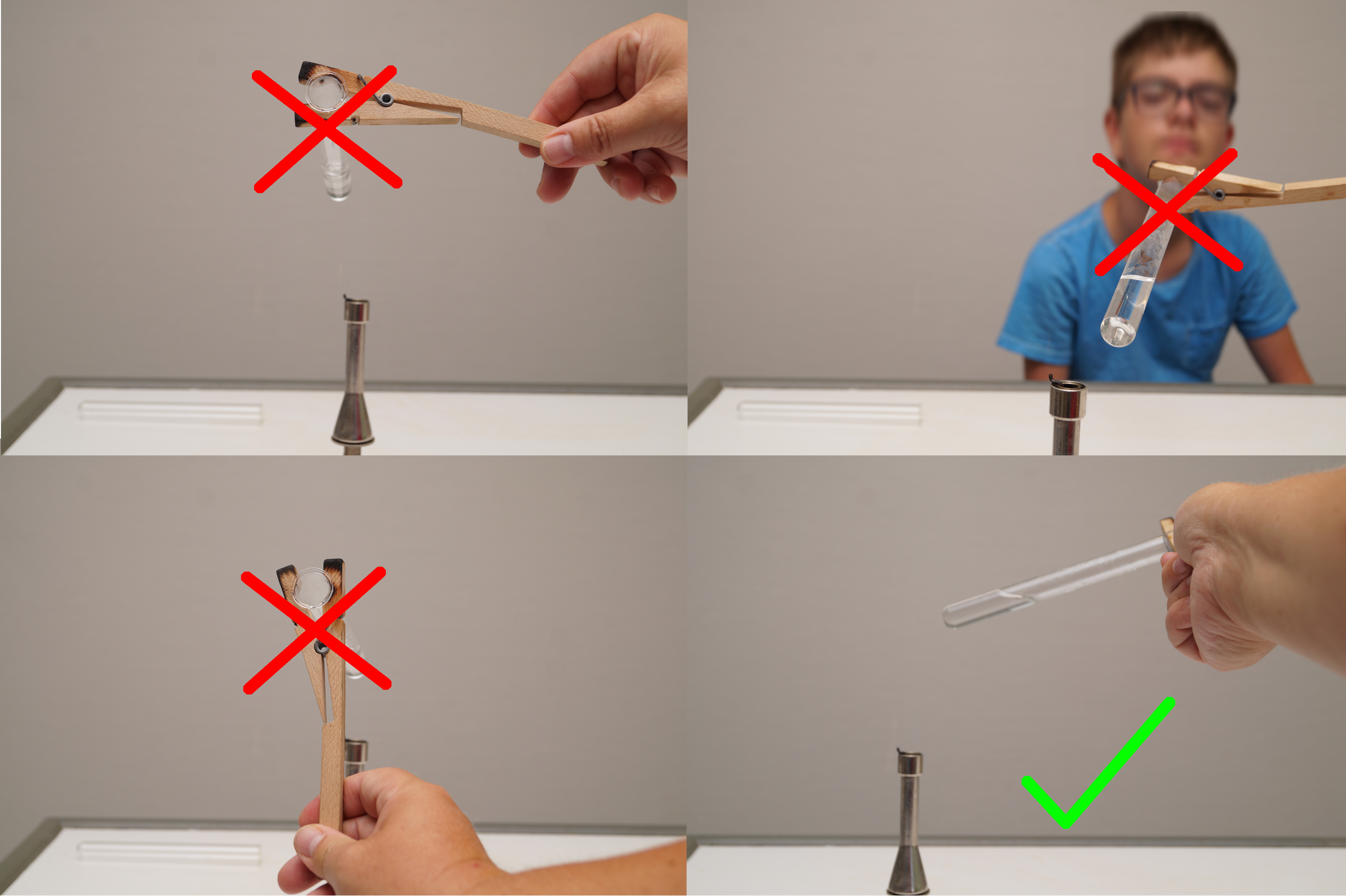
试管夹的使用图解